# Земљотрес на Хаитију 2010.
Земљотрес на Хаитију 2010. године био је земљотрес магнитуде 7,0 који се догодио на око 25 km југозападно од Порт о Пренса, главног града Хаитија, 12. јануара 2010. године, у 16:53:09 часова по локалном времену (21:53:09 UTC). Хипоцентар земљотреса био је на око 13 km дубине. Након њега, забележено је још 30-ак мањих земљотреса, од чега десетак — магнитуде веће од 5 степени. У земљотресу је оштећена већина битних зграда у Порт о Пренсу, укључујући председничку палату, зграду Народне скупштине Хаитија, катедралу и најмање једну болницу.
До 24. јануара забележено је најмање 52 накнадна шока јачине 4,5 или више. Процењује се да је потресом било погођено три милиона људи. Процене броја смртних случајева крећу се од 100.000 до око 160.000,, а према подацима хаитске владе од 220.000 до 316.000, мада су ове последње цифре оспораване. Влада Хаитија је проценила да је 250.000 домова и 30.000 пословних зграда срушено или је озбиљно оштећено. Историја националног дуга, штетне трговинске политике других земаља и стране интервенције у националне послове допринеле су постојећем сиромаштву и лошим условима становања, што је знатно повећало број смртних случајева услед катастрофе.
Земљотрес је узроковао велике штете у Порт о Пренсу, Жакмељу и другим градовима у региону. Низ знаменитих зграда значајно је оштећен или уништен, укључујући председничку палату, зграду Народне скупштине, катедралу Порт о Пренса и главни затвор. Међу погинулима су били надбискуп Порт о Пренса Жозеф Серж Миот, и вођа опозиције Миша Гајар. Седиште Стабилизацијске мисије Уједињених нација на Хаитију (енгл. United Nations Stabilization Mission in Haiti - MINUSTAH), смештено у главном граду, срушило се, усмртивши многе, укључујући шефа мисије Хедија Анабија.
Многе земље су се одазвале апелима за хуманитарну помоћ, обећавајући средства и отпремивши спасилачке и медицинске тимове, инжењере и помоћно особље. Један од најгледанијих телевизијских програма у историји емитован 22. јануара, под називом „Нада за Хаити сада”, и захваљујући њему је до следећег дана прикупљена помоћ у износу од 58 милиона америчких долара. Земљотрес је оштетио комуникационе системе, ваздушне, копнене и поморске саобраћајне објекте, болнице и електричне мреже, што је ометало напоре у спашавању и пружању помоћи; конфузија око расподеле надлежности, загушење ваздушног саобраћаја и проблеми са приоритизацијом летова додатно су закомпликовали ране напоре у пружању помоћи. Мртвачнице Порт о Пренса су биле су претрпане десетинама хиљада тела, те су она сахрањена у масовним гробницама.
Како су спасилачке активности одмицале, снабдевање, медицинска нега и санитација постали су приоритети. Застоји у расподели помоћи довели су до гњевних жалби спасилаца и преживелог становништва, а примећена је појава пљачки и спорадичног насиља. Дана 22. јануара, Уједињене нације су изјавиле да се ванредна фаза операције помоћи приводи крају, а следећег дана је хаитска влада званично прекинула даљу потрагу за преживелима.

## Детаљи о земљотресу
Земљотрес је настао у унутрашњости, 12. јануара 2010. године око 16 km западно-северозападно од Порт о Пренса на дубини од 13 km у 16:53:09 по локалном времену. Снажни потреси са интензитетом VII-IX Меркалијеве скале (MM) били су забележени у Порт о Пренсу и његовим предграђима. Земљотрес се осетио такође у Куби (MM III) у Јамајци (MM II) Каракасу и суседној Доминиканској републици (MM II у Санто Домингу).
Земљотрес је настао у близини северне границе области где карипска тектонска плоча належе на северноамеричку плочу.